# Storia della medicina

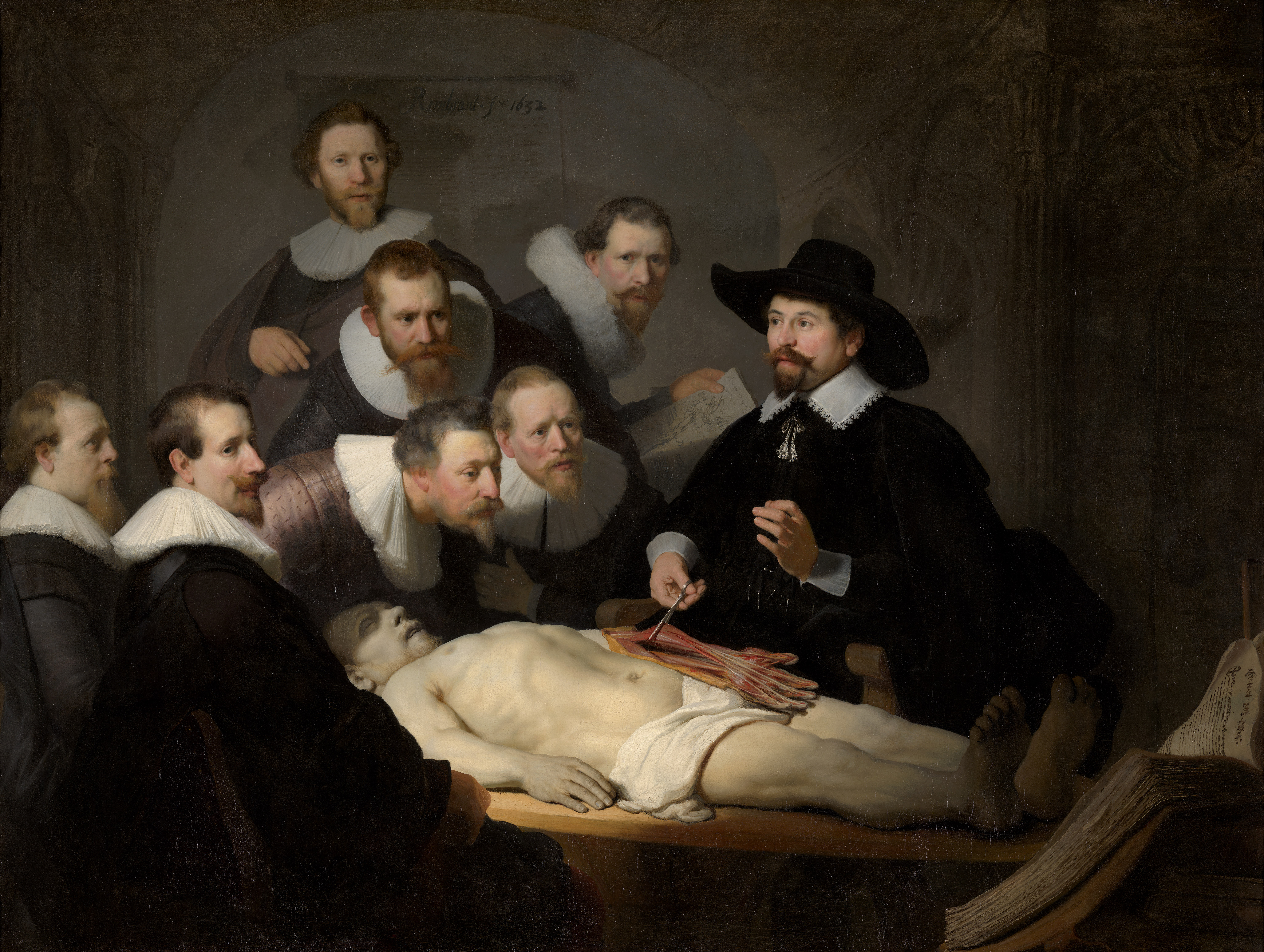
Rembrandt, Lezione di anatomia del dottor Tulp

La storia della medicina si occupa di studiare l'evoluzione della medicina nel corso della storia dell'uomo cercando di descrivere e comprendere le pratiche mediche, sia passate che presenti, in tutte le società umane. Oltre alla storia e alla medicina, questo campo di studio comprende anche altre discipline come l'antropologia, l'economia, le scienze della salute, la sociologia e la politica al fine di poter comprendere meglio le istituzioni, le pratiche, le persone, le professioni e i sistemi sociali che hanno influenzato e plasmato la medicina nel corso dei secoli.
Lo studio della storia della medicina permette di comprendere come le società siano cambiate nel loro approccio alla malattia dai tempi antichi al presente. Le tradizioni mediche dell'antichità includono quella mesopotamica, cinese, egizia e indiana. Il giuramento di Ippocrate venne formulato nell'antica Grecia nel V secolo a.C. e ispira i giuramenti che i medici e successivamente gli Infermieri con l'avvento di Florence Nightingale, prestano tutt'oggi al momento dell'ingresso nella professione. Nel Medioevo, le pratiche chirurgiche ereditate dagli antichi maestri furono perfezionate e poi sistematizzate nel trattato Pratica della Chirurgia di Rogerio Frugardi. In Italia, intorno al 1220, con le università medievali iniziò la formazione sistematica dei medici.
L'invenzione del microscopio, avvenuta durante il rinascimento, ebbe come conseguenza una migliore comprensione della natura. Prima del XIX secolo, si riteneva che la teoria umorale fosse in grado di spiegare le cause delle malattie, ma fu gradualmente sostituita dalla teoria dei germi, portando allo sviluppo di trattamenti efficaci e persino a cure per molte malattie infettive. I medici militari furono i protagonisti dello sviluppo delle tecniche di trattamento, anche chirurgico, dei traumi. Nel XIX secolo si assistette ad uno sviluppo delle pratiche di sanità pubblica poiché la rapida crescita delle città richiedeva misure sanitarie sistematiche. All'inizio del secolo successivo iniziarono a comparire i primi centri di ricerca medica avanzati, spesso collegati a grandi ospedali. La metà del XX secolo è stata caratterizzata dall'introduzione di nuovi trattamenti biologici, come gli antibiotici. Questi progressi, insieme agli sviluppi nella chimica, nella genetica e nella radiologia hanno portato a quella che è la medicina moderna.

## I primordi
L'atto terapeutico delle origini era essenzialmente autoreferenziale: il soggetto ferito o malato ricercava il rimedio allontanandosi dal gruppo o essendo abbandonato da esso (questo comportamento ha una testimonianza antico testamentaria; nella Bibbia si prescrive l'estromissione dalla tribù in presenza di alcune malattie ed è inoltre confermato dai moderni studi antropologici sui gruppi primitivo-moderni).
Tuttavia con lo stabilizzarsi dei gruppi e sviluppando maggior predominio del territorio, sorse una progressiva divisione dei ruoli: le femmine, oltre ad occuparsi dei piccoli, si diedero alla raccolta di vegetali, mentre i maschi si dedicarono alla caccia. Lo sviluppo della complessità del sistema comunitario contemplò come sua parte integrante la definizione dei ruoli, delle gerarchie corrispondenti e delle figure preposte al loro mantenimento, ossia una configurazione della dinamica sociale in cui ad ogni individuo era assicurata la sopravvivenza in funzione di un ruolo. 
In questo quadro, individui con appropriate caratteristiche si assunsero il compito di provvedere al mantenimento del tenore sanitario della comunità. Essa si sviluppò secondo due criteri ormai ben riconosciuti: la costante intellettuale e la ricerca istintiva del farmaco.
Questo esercizio primordiale, di attività finalizzate alla sanificazione del corpo attinto da malattia o da lesione, si ritrova in tutte le civiltà; spesso, nelle forme primigenie, si nota una commistione, una confusione, o comunque sempre almeno una vicinanza, fra le attività medicali e quelle religiose.
In effetti nella Grecia, in Egitto, in Mesopotamia, tra gli ebrei, si sviluppa una medicina sapienziale, esorcistica, esercitata da sacerdoti, in cui la terapia è la penitenza, l'eziologia della malattia è divina.
Accanto a questa medicina sapienziale, in tutti gli ambiti si sviluppò anche una medicina artigianale, di artigiani della guarigione, di manipolatori di farmaci, di operatori manuali.

## Medicina in età antica
I primi riferimenti della medicina egizia appartengono alla prima epoca monarchica (2700 a. C.). Essa aveva una concezione magica della infermità, esistevano svariate conoscenze e pratiche ma le pratiche mediche erano accompagnate da specifiche formule apotropaiche.
Più o meno contemporanea è la medicina mesopotamica, la cui principale testimonianza scritta è il Codice di Hammurabi (circa 1772 a.C.). Esso riportava, in tredici articoli, le responsabilità del medico nell'esercizio della sua professione, come pure i castighi previsti.
Anche qui primeggia una concezione soprannaturale della malattia: si tratta di un castigo divino a seguito della rottura di un tabù.

## Medicina greco-romana
La medicina assume valore di scienza autonoma, almeno nella civilizzazione di ambito Mar Mediterraneo, assieme alla rilevanza culturale acquisita dalla figura di Ippocrate. Tuttora molti neolaureati nelle scienze mediche prestano il cosiddetto giuramento di Ippocrate.

### Ippocrate
All'interno del clima culturale “razionalistico” occidentale del V secolo a.C. si collocò anche la nascita della prima forma di scienza medica: con Ippocrate di Coo la medicina greca antica uscì dalla fase pre-scientifica, legata a pratiche e credenze magiche e religiose, e si organizzò intorno ad una metodologia decisamente razionale, rigorosa ed empirica.
La medicina ippocratea in primo luogo prese le distanze dalla tradizione religiosa, ossia dalla tendenza ad attribuire le cause di alcune malattie ad una origine divina (come nel caso dell'epilessia): tutte le malattie avevano invece una causa “naturale”. In particolare Ippocrate, riprendendo un'idea che risaliva al pitagorico Alcmeone, sostenne che la malattia insorgesse quando nell'organismo si verificava una rottura dell'equilibrio esistente tra i quattro umori fondamentali (sangue, flegma, bile gialla e bile nera). Inoltre, sempre rifacendosi ad Alcmeone, sostenne che il centro delle sensazioni, delle emozioni e dei sentimenti (oltre che del pensiero) fosse il cervello e non il cuore, come si credeva all'epoca.
Un secondo, fondamentale, aspetto dell'impostazione di Ippocrate fu quello di separare sempre più la pratica e le teorie mediche dalla riflessione filosofica, entro cui esse erano prima incluse. Le conoscenze mediche divennero sempre più specialistiche e precise e non ebbero più nulla a che vedere con le teorie filosofiche astratte e generali (la commistione tra filosofia e medicina caratterizzava invece la scuola medica che derivava da Empedocle).
Infine occorre sottolineare l'importanza e l'originalità della metodologia seguita da Ippocrate: in primo luogo l'importanza e la centralità dell'esperienza, dell'osservazione attenta e sistematica dei sintomi. Dall'analisi dei sintomi il medico doveva poi risalire alle cause interne della patologia, costruendo un quadro teorico complessivo e coerente, da cui discendeva poi la scelta della terapia.
Nel nuovo, rigoroso, metodo ippocratico, osservazione, teoria e tecnica (= pratica) non solo erano complementari e interdipendenti ma erano collocate sul medesimo piano di importanza: la tecnica non era affatto “inferiore” alla teoria (si pensi all'importanza della chirurgia).

## Medicina orientale
La medicina tradizionale cinese emerge come un modo fondamentalmente taoista di intendere la medicina ed il corpo umano, che si sostiene su un equilibrio instabile frutto di due forze primordiali il Yin (la terra, il freddo, il femminile) e lo Yang (il calore, il caldo, il maschile), capace di modificare i cinque elementi di cui è composto l'universo: acqua, terra, fuoco, legno e metallo.
Questa concezione cosmologica determina un modello di malattia basato sulla rottura dell'equilibrio; il trattamento della stessa consiste nel recupero di questo equilibrio fondamentale. 
Una delle prime vestigia di questa medicina consiste nel Nei Jing, che è un compendio di scritti medici datati intorno all'anno 2600 a.C. e che rappresenterà uno dei pilastri della medicina tradizionale cinese nei 4 millenni successivi.
Una delle prime e più importanti revisioni è attribuita all'Imperatore Giallo Huang Di.
In questo compendio si trovano alcuni concetti medici interessanti per l'epoca, specialmente in campo chirurgico.
Ma la riluttanza a studiare cadaveri umani sembra aver sminuito l'efficacia dei suoi metodi. La medicina cinese sviluppò una disciplina a cavallo tra la medicina e chirurgia chiamata agopuntura. Secondo questa disciplina, l'applicazione di aghi su alcuni dei 365 punti di inserzione (fino ai 600, secondo le scuole), restituiva l'equilibrio perso tra lo Yin e lo Yang.
Diversi storici della medicina si sono chiesti perché la medicina cinese restò ancorata a questa visione cosmologica, senza raggiungere il livello di "scienza tecnica", nonostante la sua lunga tradizione e il suo corpo di conoscenze, al contrario modello classico greco-romano. La ragione, secondo questi autori, sarebbe nello sviluppo del concetto di logos, da parte della cultura greca, come una spiegazione naturale slegata dal modello cosmologico (Mythos).
Con l'arrivo della dinastia Han (206 a.C.-220 d.C.), e con l'apogeo del “taoismo”, (dal II secolo a.C. fino al VII secolo d.C.), si iniziano ad enfatizzare i rimedi naturali, vegetali e minerali, i veleni, la dietetica, così come le tecniche respiratorie e l'esercizio fisico. Da questa dinastia, fino alla dinastia Sui, (secolo VI) si misero in luce i seguenti studiosi:
- Chun Yuyi: Dalle sue osservazioni sappiamo che sapevano già diagnosticare e trattare infermità come la cirrosi, l'ernia, e l'emottisi.
- Zhang Zhongjing: Fu il primo a differenziare la sintomatologia dalla terapia
- Hua Tuo: Un grande chirurgo multidisciplinare, al quale furono attribuite le tecniche di narcosi (Ma Jue Fa), le tecniche di laparotomia (Kai Fu Shu), così come la sutura. Studiò pure la ostetricia, la idroterapia e gli esercizi di ginnastica (WuQinXi).
- Huang Fumi: Autore dello Zhen Jiu Yi Jing, un classico dell'agopuntura.
- Wang Shu He: Autore del Mai Jing, un classico sul tema del polso.
- Ge Hong: alchimista, taoista e fitoterapeuta che sviluppò il metodo per la longevità basato su esercizi espiratori, dietetici e farmacologici.
- Tao Hongjing: esperto in rimedi farmacologici.

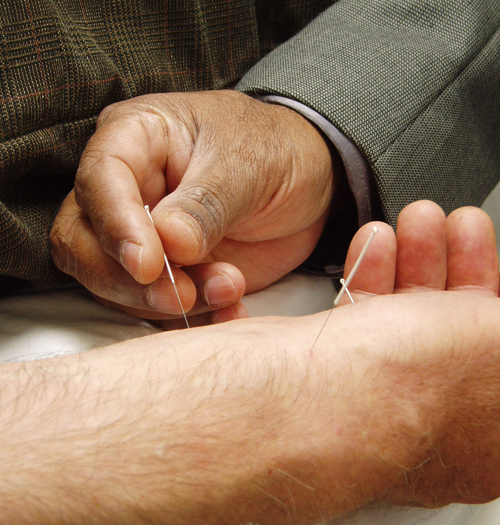
Agopuntura: una tecnica millenaria utilizzata tuttora nella medicina cinese contemporanea

Durante le dinastie Sui (581-618) e Tang la medicina tradizionale cinese vive un grande momento. Nell'anno 624 fu creato il Grande Servizio Medico, da dove si organizzavano gli studi e le ricerche in medicina. Sono di questa epoca le descrizioni molto precise di moltissime malattie, tanto infettive come carenziali, sia acute che croniche.
E determinati riferimenti lasciano immaginare un importante sviluppo nelle specialità come la chirurgia, ortopedia o odontoiatria. Il medico che più si distinse in questo periodo fu Sun Simiao (581-682).
Durante la dinastia Song (960-1270) apparvero studiosi multidisciplinari come Chen Kua, pediatri come Qian Yi, specialisti di medicina legale come Song Ci, o agopuntori come Wang Wei Yi. Poco dopo, prima dell'arrivo della dinastia Ming, la menzione spetta a Hu Zheng Qi Huei (specialista in dietetica), e Hua Shuou (o Bowen, autore di una rilevante revisione del classico Nan Jing).
Durante la dinastia Ming (1368-1644) iniziano le influenze da fuori, medici cinesi esplorano nuovi territori e medici occidentali portano le loro conoscenze alla Cina. Una delle più grandi opere mediche dell'epoca fu il “Gran trattato di Medicina” di Li Shizhen. Si distinse in questo periodo come agopuntore Yang Jizou.
A partire dal secolo XVII e XVIII le influenze reciproche con l'occidente, ed il suo avanzamento tecnologico, e con le differenti filosofie imperanti (per esempio il comunismo) finiscono per conformare la attuale medicina cinese.

## Medicina medievale

### Gli Islamici
La medicina islamica fu una medicina che nell'epoca d'oro islamica (circa coincidente con il medioevo europeo) raggiunse livelli molto sofisticati, con metodi diagnostici e terapeutici altamente sviluppati e una ricca farmacologia.
Nel medioevo la medicina europea fu influenzata da quella islamica (Averroè, Avicenna) irradiata dalla Spagna musulmana. Oggi tuttavia la medicina islamica è quasi sconosciuta in Europa e non dispone di adepti europei, a differenza delle medicine orientali. Solo nelle comunità degli immigrati musulmani se ne trovano ancora tracce, frammiste alla tradizione religiosa. Dal momento che l'Islam è diffuso in Africa, la medicina islamica si è mescolata anche con tradizioni locali sciamaniche ed animistiche; in Oriente, con medicine di tradizione buddista e induista.

### Gli Arabi
La storia della medicina araba è in buona parte legata all'Islam anche se in essa è stato inglobato tutto il patrimonio di conoscenze empiriche acquisite in età preislamica (la cosiddetta medicina del Profeta)
Dalla seconda metà dell'VIII secolo fino alla fine dell'XI secolo durante il periodo degli Abbasidi, l'arabo, che divenne presto per l'Oriente quello che il latino e il greco erano per l'Occidente, fu forse la principale lingua scientifica dell'umanità.
La religione, che ebbe tanta parte nella trama della conquista araba, ebbe anche una parte di primo piano nello sviluppo della medicina araba, che in realtà araba fu più che altro per il veicolo linguistico in cui fu espressa ma non per una prevalenza etnica, visto che ad essa contribuirono possentemente i Persiani, i Siriaci, i mesopotamici, i Copti, gli ebrei convertiti e non, l'elemento indiano, centro-asiatico e berbero nordafricano. Ad essi potranno essere aggiunti infine i Cinesi.

### L'Europa
Grande importanza assunse nel medioevo la scuola medica salernitana.

Mondino dei Liuzzi, Anathomia, 1541

Secondo Bynum, le prime dissezioni furono effettuate da Mondino dei Liuzzi a Bologna nel 1315, a Lerida in Spagna nel 1391 e a Vienna nel 1414. Comunque, fino al XVI secolo la dissezione non divenne uno standard.

## L'Ottocento
Con il passare dei secoli, la medicina si è ormai suddivisa:
- in varie specialità mediche, che trattano in maniera approfondita una o una serie di patologie, di una parte della fisiologia umana,
- oppure una serie di specie viventi (come la medicina veterinaria)

## Il Novecento
Il secolo XX è il secolo della medicina basata sull'evidenza: i protocolli standardizzati, avallati da studi scientifici, vanno sostituendo le opinioni e le esperienze personali di ciascun medico.

## Cronologia
- 3000 a.C. - Prime evidenze della trapanazione cranica, con la sopravvivenza del paziente, nella conca del Danubio.
- secolo V a.C.- Alcmeone di Crotone sviluppa la prima teoria naturale sulle malattie.
- 420 a.C. - Ippocrate scrive il Trattato ippocratico e crea il giuramento di Ippocrate.
- 1451 - Nicola Cusano inventa le lenti concave per trattare la miopia.
- 1628 - William Harvey descrive struttura e funzionamento del sistema circolatorio nel De Motu Cordis et Sanguinis.
- 1665 - John Elsholz realizza la prima iniezione endovenosa.
- 1796 - Edward Jenner effettua la prima vaccinazione efficace contro il vaiolo.
- 1800 - Humphry Davy pubblica le proprietà anestetiche del monossido di diazoto, noto all'epoca come gas esilarante.
- 1816 - René Laennec inventa lo stetoscopio.
- 1839 - Rudolf Virchow pubblica la teoria cellulare.
- 1842 - Crawford Long effettua il primo intervento chirurgico con anestesia.
- 1865 - Pubblicazione dell'articolo di Gregor Mendel Experiments on Plant Hybridization, da cui avrà inizio lo studio della genetica.
- 1869 - Friedrich Miescher scopre il DNA.
- 1870 - Louis Pasteur e Robert Koch pubblicano la microbica delle malattie infettive.
- 1895 - Wilhelm Röntgen scopre i Raggi X.
- 1906 - Frederick Gowland Hopkins scopre le vitamine e propone che la loro carenza siano la causa dello scorbuto e del rachitismo.
- 1910 - Thomas Hunt Morgan dimostra che i geni risiedono nei cromosomi.
- 1929 - Alexander Fleming pubblica la scoperta della Penicillina nel British Journal of Experimental Pathology, dando origine all'era antibiotica.
- 1933 - Jean Brachet dimostra che il DNA si trova nei cromosomi e che il RNA è presente nel citoplasma di tutte le cellule.
- 1980 - L'Organizzazione mondiale della sanità (OMS) dichiara ufficialmente sradicato il vaiolo, che risulta la prima malattia umana ad essere completamente sconfitta.
- 1990 - Viene fondato il Progetto genoma umano con il fine di determinare la mappatura di tutti i nucleotidi ed identificare i 20.000-25.000 geni presenti nel genoma stesso. Il progetto venne completato nel 2003.
- 1992 - L'Evidence-Based Medicine Working Group (EBMWG) dell'Università McMaster (Ontario, Canada) pubblica nella rivista JAMA l'articolo intitolato Evidence-based medicine. A new approach to teaching the practice of medicine, dando origine alla medicina basata su prove di efficacia.